# TDK AD

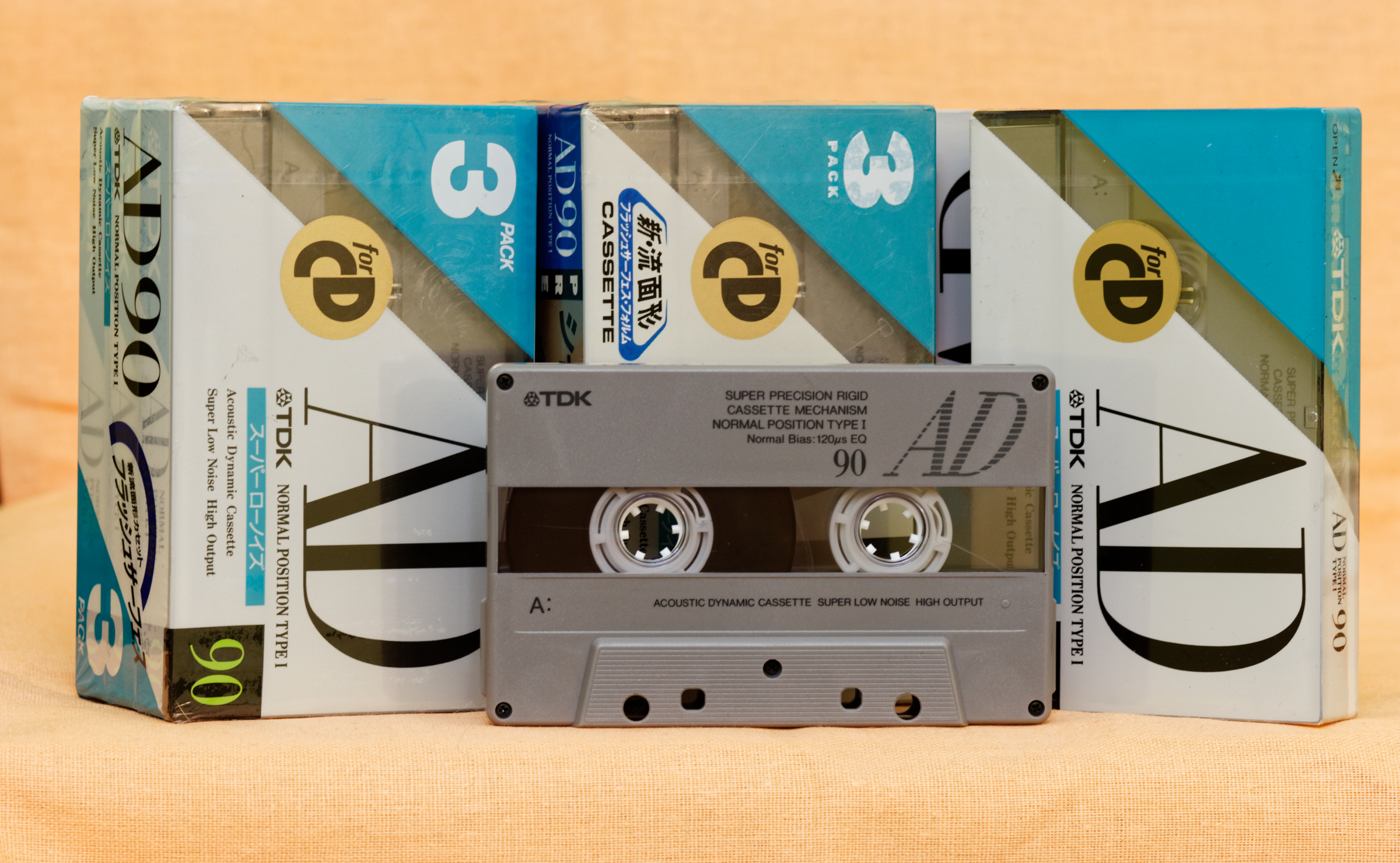
TDK AD 90分用
(画像は1989年から1990年まで発売された7代目)

AD（エーディー、アコースティック・ダイナミック、Acoustic Dynamic）はかつてTDK（1983年〈昭和58年〉2月28日以前は東京電気化学工業名義）が製造・販売、および東京芝浦電気（現・東芝）がAurexブランドでそのOEMとして販売していたコンパクトカセットの商標である。
また、本項では便宜上、以下の製品についても記述する。
- AD-X（1982年 - 1984年、並びに1988年 - 1995年まで発売されたADの上位版となる音楽録音専用ノーマルポジション用コンパクトカセットテープ）
- AD-S（1983年 - 1986年まで発売されたADのカセットハーフの高精度仕様となる音楽録音専用ノーマルポジション用コンパクトカセットテープ）
- AD1（ADからそのまま改称し、1995年 - 2001年まで発売された音楽録音専用ノーマルポジション用コンパクトカセットテープ。発売当初の商品名はAD Type1）
- AD2（1995年 - 2001年まで発売された音楽録音専用ハイポジション用コンパクトカセットテープ。発売当初の商品名はAD Type2）

## 概要
1969年（昭和44年）3月から1977年（昭和52年）2月まで発売されていた事実上の先代商品にあたる音楽録音専用ノーマルポジション用コンパクトカセットテープであるSD（エスディー、Super Dynamic）の後継商品として1976年（昭和51年）10月22日から27日にかけて東京・晴海にて開催された「第25回全日本オーディオフェア」にて公式発表され、1977年（昭和52年）3月1日に発売開始。同社を代表するカセットシリーズ「AD」における初代の製品である。1979年（昭和54年）と1981年（昭和56年）、1984年（昭和59年）、1986年（昭和61年）、1988年（昭和63年）、1989年（平成元年）、1990年（平成2年）、1992年（平成4年）、1993年（平成5年）に数回に渡ってリニューアルが行われ、磁性体も変化している。本製品の登場以降、「AD」は音楽用カセットのスタンダード、またはリファレンスという位置付けで製品展開されていくことになる。

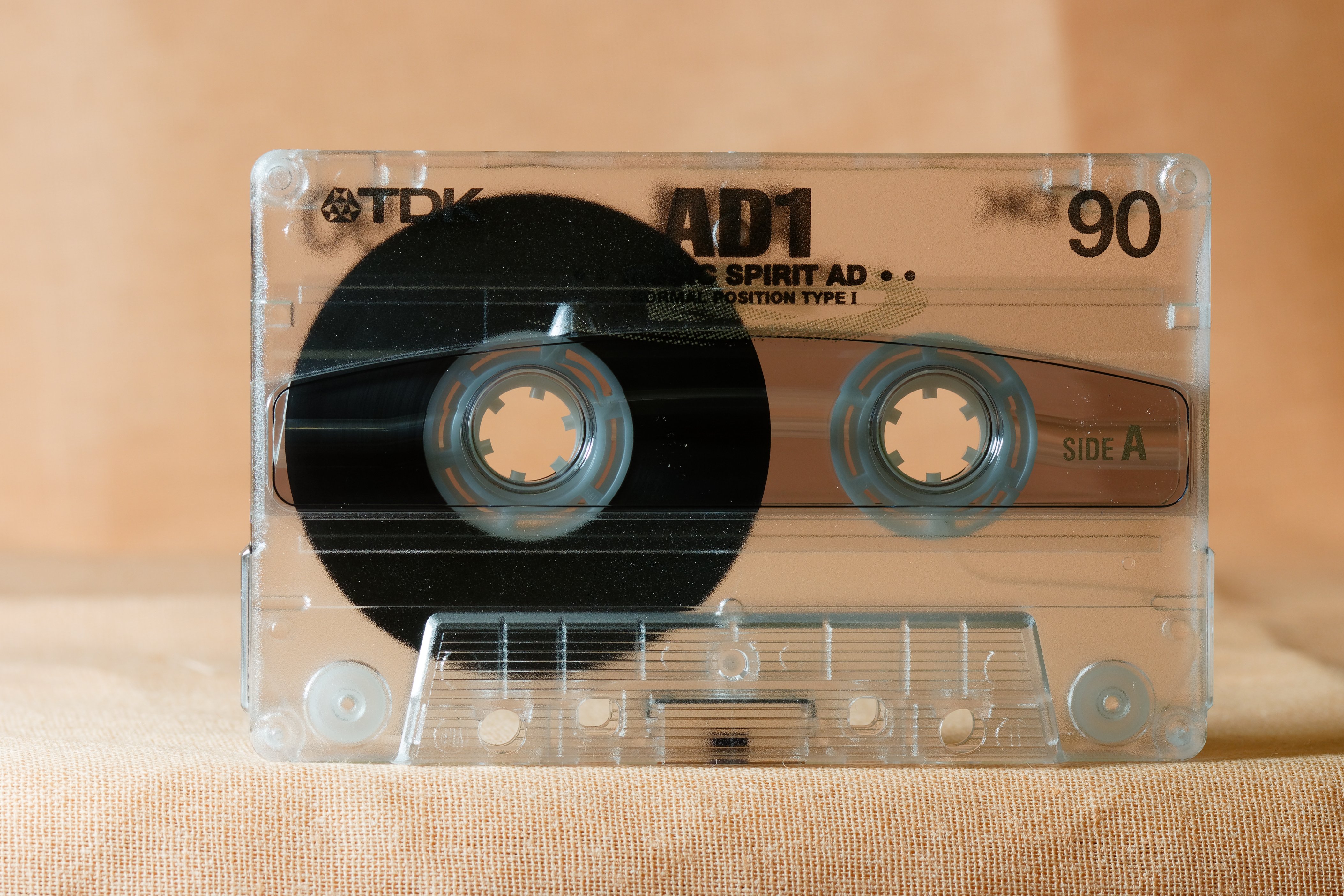
TDK AD1 90分用
(画像は1997年から2001年まで発売された3代目〈シリーズ通算13代目〉)

1995年（平成7年）4月にハイポジション版のAD Type2（後にAD2に改称）が発売されたのに伴い、商品名をAD Type1に改称した（こちらも後にAD1に改称）。改称後も1996年（平成8年）と1997年（平成9年）に渡ってAD2と共にリニューアルが実施され、これと同時に国内生産から国外生産（日本製 → タイ製）へ切り替えられ、カセットハーフの固定がこれまでのネジ止め式に代わり、2ピース構造の半透明のハーフを用いた超音波溶着に変更され大幅なコストダウンが図られた。1990年代後半から録音メディアの主流がMDやDAT、CD-R/RW等のデジタルオーディオ系記録メディアに移行し、コンパクトカセットテープの需要が低迷したことを理由に、2001年（平成13年）末までに同社のメタルポジション用コンパクトカセットテープのMA-EXと共にADシリーズは生産・出荷終了、これと同時にADの商標もシリーズ通算13代・24年の歴史に幕を下ろす事となった。なお、ADシリーズが廃止後のTDKの音楽録音専用コンパクトカセットテープは格下のCDing1・CDing2がそのポジションを担うこととなった。